# Glypta lineata
Glypta lineata är en stekelart som beskrevs av Desvignes 1856. Glypta lineata ingår i släktet Glypta och familjen brokparasitsteklar. Utöver nominatformen finns också underarten G. l. nigriventris.